# جائزة النمسا الكبرى 1975
جائزة النمسا الكبرى 1975 هو سباق فورمولا 1 أقيم بتاريخ 17 أغسطس 1975 في ستيفن سبيلبرغ، شتايرمارك، النمسا. كان الثاني عشر من أصل 14 في بطولة العالم لسباقات الفورمولا واحد موسم 1975. حلّ الإيطالي فيتوريو برامبيا أولا بينما جاء البريطاني جيمس هانت في المركز الثاني.